# ليمور مرح
الليمور المرح [بحاجة لمصدر] رئيسيات متوسطة الحجم التي تشكل فصيلة الليموريات المرحه. والفصيلة تتكون من جنس واحد حي الليمور المرح. هي قريبة جداً من الليمور وتتواجد في جزيرة مدغشقر.